# Mare aux Hippopotames
A Mare aux Hippopotames (magyarul: Vízilovak tava) tó és Nemzeti Park Burkina Fasóban Bobo-Dioulassótól mintegy 60 kilométernyire. A Nemzeti Parkot 1937-ben hozták létre, 1986-ban az UNESCO az ország egyetlen bioszféra rezervátumává rangsorolta. Egy édesvízi tó mellett a Felső-Volta árterében a környező erdők foglalják magába a látványosságot, amit évente közel ezer ökoturista keres fel. A tó nevét a benne élő 100 vízilónak köszönheti, az állóvíz 163 km² területű, a park 186.000 hektár. A Ramsar ezt a területet is a nemzetközi jelentőségű vízi élőhely listájára vette fel.
A helyszín 2012 óta a világörökség javaslati listáján szerepel.

## Külső linkek
- Az UNESCO honlapján
- A Birdlife honlapján Archiválva 2012. szeptember 30-i dátummal a Wayback Machine-ben

## Fordítás
- Ez a szócikk részben vagy egészben  a   Mare aux Hippopotames című angol Wikipédia-szócikk ezen változatának fordításán alapul.  Az eredeti cikk szerkesztőit annak laptörténete sorolja fel. Ez a jelzés csupán a megfogalmazás eredetét és a szerzői jogokat jelzi, nem szolgál a cikkben szereplő információk forrásmegjelöléseként.
- Ez a szócikk részben vagy egészben  a   Mare aux Hippopotames című német Wikipédia-szócikk ezen változatának fordításán alapul.  Az eredeti cikk szerkesztőit annak laptörténete sorolja fel. Ez a jelzés csupán a megfogalmazás eredetét és a szerzői jogokat jelzi, nem szolgál a cikkben szereplő információk forrásmegjelöléseként.